# Orange Bowl (tenis)
Orange Bowl International Tennis Championships, oficiálně Metropolia Orange Bowl International Tennis Championships, je tenisový turnaj juniorů, jeden z největších na světě, organizovaný Mezinárodní tenisovou federací. Představuje jednu z událostí zařazených do nejvyšší kategorie A a v rámci Americké tenisové asociace je klasifikována v nejvyšší úrovni (Level 1).
Turnaj byl založen v roce 1947 v Miami Beach. V prosincovém termínu se jej účastní tenisté ve věkových kategoriích osmnáctiletých (U19) a šestnáctiletých (U17). Do dvouher nastupuje šedesát čtyři singlistů a do čtyřher třicet dva párů.
V letech 1999–2010 se konal na tvrdém povrchu v Crandon Parku Key Biscayne. Od roku 2011 je hrán na zelené antuce v areálu Frank Veltri Tennis Center v Plantation na Floridě. Žákovský turnaj v kategoriích dvanáctiletých a čtrnáctiletých probíhá v Coral Gables, ležícím ve floridském okrese Miami-Dade County.
Mezi roky 2008–2013 nesl turnaj název Dunlop Orange Bowl International Tennis Championships se jménem firmy Dunlop jako hlavního sponzora.

## Historie
Orange Bowl Tennis Championship vznikl v tenisovém areálu Flamingo Tennis Center na Miami Beach, kde se událost pořádala do roku 1998. Následující ročník byl turnaj přestěhován do dějiště v Crandon Parku ve floridském Key Biscayne. Myšlenku založení soutěže měl Eddie Herr, jenž chtěl uspořádat turnaj pro svou dceru Suzanne na jižním americkém pobřeží v průběhu zimní sezóny. Brzy událost získala prestiž a stala se důležitou soutěží pro mladé nadějné talenty. Každý z vítězů je zvěčněn na mosazné plaketě u vstupní brány do areálu Flamingo Tennis Center.

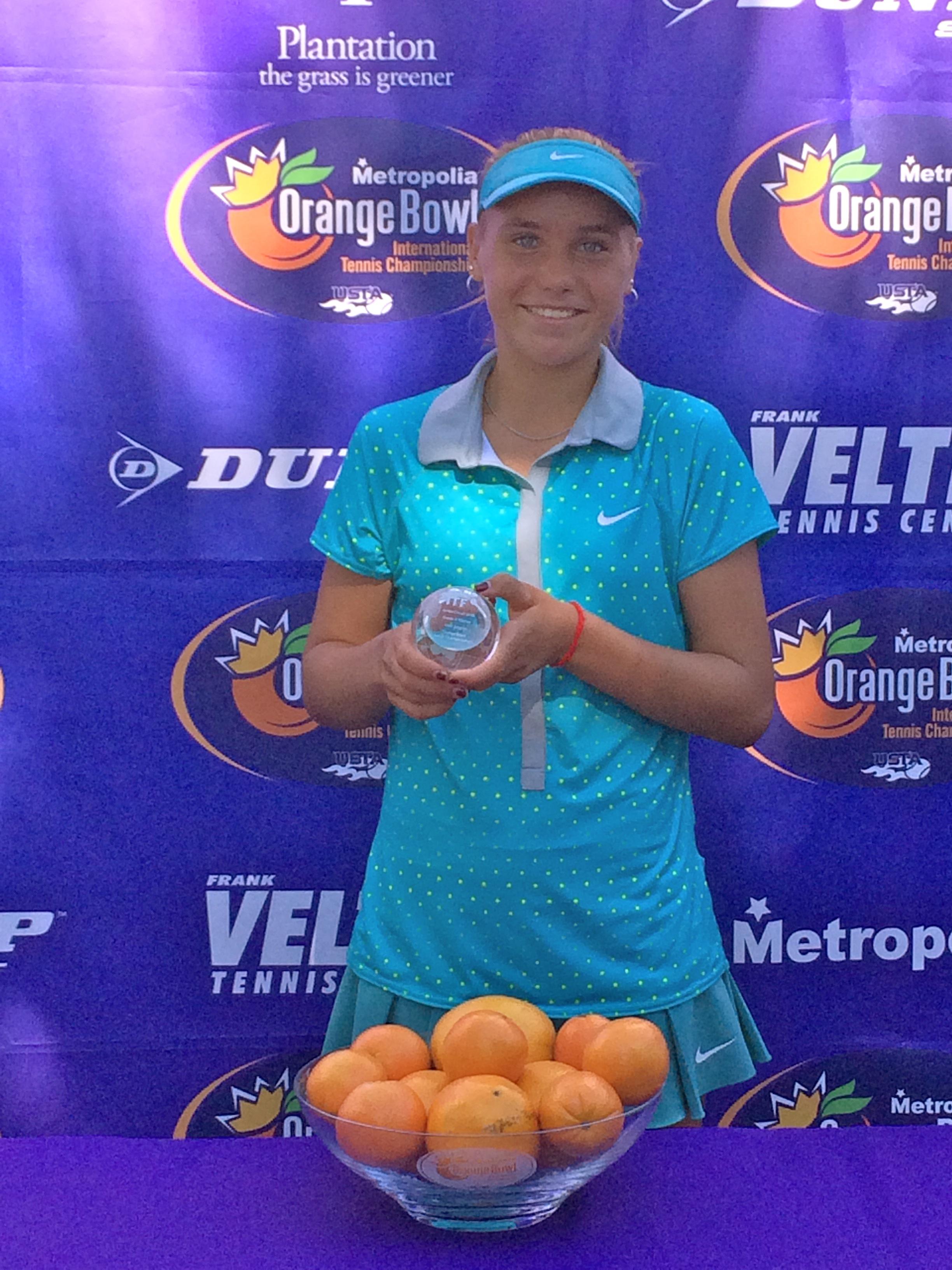
Sofia Keninová vyhrála Orange Bowl 2014

Turnaje se zúčastnili pozdější nejlepší světoví tenisté jako Andre Agassi, Arthur Ashe, Boris Becker, Björn Borg, Jimmy Connors, Jim Courier, Stefan Edberg, Chris Evertová, Roger Federer, Steffi Grafová, Justine Heninová, Ivan Lendl, Hana Mandlíková, Andy Roddick, Gabriela Sabatini, Monika Selešová, Guillermo Vilas, Mats Wilander či Caroline Wozniacká.
Mary Joe Fernandezová se stala jediným účastníkem turnaje, jemuž se podařilo vyhrát všechny čtyři věkové kategorie: šestnáctiletých, osmnáctiletých, stejně jako druhý žákovský turnaj v kategoriích do dvanácti a čtrnácti let. Lynn Epstein ovládl také dvě nejmladší kategorie, šestnáctileté ovšem přeskočil, aby se zúčastnil přímo kategorie osmnáctiletých, na níž triumfoval dvakrát v řadě. Zůstává tak jediným tenistou, jenž dvakrát triumfoval v nejstarší věkové kategorii.
V roce 1983 byl v areálu postaven nový centrální dvorec Abel Holtz stadium s kapacitou 9 000 míst. V letech 1999–2010 se událost odehrávala na tvrdém povrchu v areálu Tennis Center at Crandon Park v Key Biscayne, dějišti profesionálního turnaje dospělých Miami Masters.
V roce 2011 se dějištěm události stal areál Frank Veltri Tennis Center v Plantation na Floridě. Došlo také k návratu původního antukového povrchu. Generální manažer americké tenisové asociace Patrick McEnroe se k přesunu na antuku vyjádřil pozitivně, když tento povrch podle něj vede k všestrannějšímu rozvoji hráče.
Minimální věková hranice pro tenisty hrající juniorské soutěže činí třináct let.

## Vítězové juniorského turnaje

### Dvouhra
| Vítězové Orangle Bowlu | Vítězové Orangle Bowlu  | Vítězové Orangle Bowlu      | Vítězové Orangle Bowlu           | Vítězové Orangle Bowlu            |
| Rok                    | Junioři, 18letí         | Juniorky, 18leté            | Junioři, 16letí (do 1962 15letí) | Juniorky, 16leté (do 1962 15leté) |
| ---------------------- | ----------------------- | --------------------------- | -------------------------------- | --------------------------------- |
| 1947                   | Lew McMasters           | Joan Johnsonová             | Dick Holroyd                     | Joan Woodberryová                 |
| 1948                   | Tommy Boys              | Elita Ramírezová            | Bobby Sierra                     | Toby Greenbergová                 |
| 1949                   | Gil Bogley              | Elaine Lewická              | Rey Garrido                      | Suzanne Herrová                   |
| 1950                   | Jacque R. Grigry        | Toby Greenbergová           | Al Harum                         | Meta Schroedelová                 |
| 1951                   | Sam Giammalva           | Karol Fagerosová            | Jerry Moss                       | Leigh Hayová                      |
| 1952                   | Eddie Rubinoff          | Karol Fagerosová            | Esteban Reyes                    | Rosie Reyesová                    |
| 1953                   | Mike Green              | Pat Shafferová              | Jimmy Skogstad                   | Pat Whiteová                      |
| 1954                   | Allen Quay              | Marilyn Stocková            | Butch Buchholz                   | Sandra Lewisová                   |
| 1955                   | Mike Green              | Mimi Arnoldová              | Butch Buchholz                   | Gwyneth Thomasová                 |
| 1956                   | Carlos Fernandes        | Mary Ann Mitchellová        | Ray Senkowski                    | Gail DeLozierová                  |
| 1957                   | Christopher Crawford    | Maria Esther Buenová        | Mike Neely                       | Frances Farrarová                 |
| 1958                   | Ronald Barnes           | Carol Hanksová              | Clark Graebner                   | Carol Ann Prosenová               |
| 1959                   | José Luis Arilla        | Sandy Warshawová            | Charlie Pasarell                 | Julie Heldmanová                  |
| 1960                   | William Lenoir          | Carole Ann Prosenová        | Mike Belkin                      | Stephanie DeFinová                |
| 1961                   | Mike Belkin             | Judy Alvarezová             | Shyam Minotra                    | Stephanie DeFinová                |
| 1962                   | Tony Roche              | Stephanie DeFinová          | Bill Harris                      | Peaches Bartkowiczová             |
| 1963                   | Thomaz Koch             | Peaches Bartkowiczová       | Charles Brainard                 | Vicki Holmesová                   |
| 1964                   | Marcello Lara           | Peaches Bartkowiczová       | Zan Guerry                       | Carol Hunterová                   |
| 1965                   | Ismail El Shafei        | Peaches Bartkowiczová       | Mac Claflin                      | Carol Hunterová                   |
| 1966                   | Manuel Orantes          | Peaches Bartkowiczová       | Charles Owens                    | Linda Tuerová                     |
| 1967                   | Mike Estep              | Patti Hoganová              | Woody Blocher                    | Kazuko Sawamacuová                |
| 1968                   | Richard Stockton        | Patricia Montanová          | Guillermo Vilas                  | Chris Evertová                    |
| 1969                   | Harold Solomon          | Chris Evertová              | John Whitlinger                  | Laurie Flemingová                 |
| 1970                   | Harold Solomon          | Chris Evertová              | Billy Martin                     | Sandy Stapová                     |
| 1971                   | Corrado Barazzutti      | Donna Ganzová               | Björn Borg                       | Jeanne Evertová                   |
| 1972                   | Björn Borg              | Donna Ganzová               | Hans Gildemeister                | Robin Tenneyová                   |
| 1973                   | Billy Martin            | Mima Jaušovecová            | Christophe Casa                  | Zenda Leissová                    |
| 1974                   | Billy Martin            | Lynn Epsteinová             | Van Winitsky                     | Zenda Leissová                    |
| 1975                   | Fernando Luna           | Lynn Epsteinová             | Bobby Berger                     | Jennifer Balentová                |
| 1976                   | John McEnroe            | Marise Krugerová            | Ivan Lendl                       | Mary Lou Piateková                |
| 1977                   | Ivan Lendl              | Anne Smithová               | Scott Davis                      | Hana Mandlíková                   |
| 1978                   | Gabriel Urpi            | Andrea Jaegerová            | Thierry Tulasne                  | Michelle DePalmerová              |
| 1979                   | Raúl Viver              | Kathleen Horvathová         | Mats Wilander                    | Pamela Casaleová                  |
| 1980                   | Joakim Nyström          | Susan Mascarinová           | Michael Kures                    | Barbara Bramblettová              |
| 1981                   | Roberto Argüello        | Penny Bargová               | Carlos Chalbalgoity              | Raffaella Reggiová                |
| 1982                   | Guy Forget              | Carling Bassettová          | Stefan Edberg                    | Claudia Hernándezová              |
| 1983                   | Kent Carlsson           | Debbie Spenceová            | Bruno Orešar                     | Shawn Foltzová                    |
| 1984                   | Ricky Brown             | Gabriela Sabatini           | Horst Skoff                      | Mary Joe Fernandezová             |
| 1985                   | Claudio Pistolesi       | Mary Joe Fernandezová       | Arnaud Boetsch                   | Sybille Niox-Châteauová           |
| 1986                   | Javier Sánchez          | Patricia Tarabiniová        | Jim Courier                      | Alexia Dechaumeová                |
| 1987                   | Jim Courier             | Nataša Zverevová            | Paul Dogger                      | Florencia Labatová                |
| 1988                   | Marc Rosset             | Carrie Cunninghamová        | Fabrice Santoro                  | Sylvie Sabasová                   |
| 1989                   | Fernando Meligeni       | Luanne Spadeaová            | Juan Garat                       | Světlana Komlevová                |
| 1990                   | Andrij Medveděv         | Pili Pérezová               | Àlex Corretja                    | Petra Kamstrová                   |
| 1991                   | Marcelo Charpentier     | Jelena Lichovcevová         | Gonzalo Corrales                 | Andrea Glassová                   |
| 1992                   | Vincent Spadea          | Barbara Mulejová            | Rene Nicklisch                   | Emanuela Sangiorgiová             |
| 1993                   | Albert Costa            | Ángeles Montoliová          | Mariano Zabaleta                 | Stephy Halsellová                 |
| 1994                   | Nicolás Lapentti        | Mariann Ramonová            | Markus Hipfl                     | Nathalie Dechyová                 |
| 1995                   | Mariano Zabaleta        | Anna Kurnikovová            | Dario Sciortino                  | Ana Alcázarová                    |
| 1996                   | Alberto Martín          | Ana Alcázarová              | Julien Jeanpierre                | Elena Dementieva                  |
| 1997                   | Nicolás Massú           | Tina Pisniková              | Guillermo Coria                  | Lourdes Domínguez Linová          |
| 1998                   | Roger Federer           | Jelena Dementěvová          | Tommy Robredo                    | Marta Marrerová                   |
| 1999                   | Andy Roddick            | María José Martínez Sánchez | Giovanni Lapentti                | Raluca Ciochinăová                |
| 2000                   | Todor Jeněv             | Věra Zvonarevová            | Brian Dabul                      | Marion Bartoliová                 |
| 2001                   | Robin Söderling         | Věra Zvonarevová            | Florin Mergea                    | Whitney Deasonová                 |
| 2002                   | Brian Baker             | Věra Duševinová             | José Luis Muguruza               | Charlène Vanneste                 |
| 2003                   | Marcos Baghdatis        | Nicole Vaidišová            | Donald Young                     | Alexa Glatchová                   |
| 2004                   | Timothy Neilly          | Jessica Kirklandová         | Emiliano Massa                   | Florencia Molinerová              |
| 2005                   | Robin Roshardt          | Caroline Wozniacká          | Gueorgui Roumenov Payakov        | Oxana Kalašnikovová               |
| 2006                   | Petru-Alexandru Luncanu | Nikola Hofmanová            | Grigor Dimitrov                  | Allie Willová                     |
| 2007                   | Ričardas Berankis       | Michelle Larcher de Britová | Bernard Tomic                    | Lilly Kimbellová                  |
| 2008                   | Juki Bhambri            | Julia Boserupová            | Denis Kudla                      | Chanelle Van Nguyenová            |
| 2009                   | Gianni Mina             | Gabriela Dabrowská          | Alexios Halebian                 | Breaunna Addisonová               |
| 2010                   | George Morgan           | Lauren Davisová             | Laurent Lokoli                   | Alexandra Kiicková                |
| 2011                   | Dominic Thiem           | Anett Kontaveitová          | Čong Hjon                        | Erin Routliffeová                 |
| 2012                   | Laslo Djere             | Ana Konjuhová               | Andrej Rubljov                   | Gloria Liangová                   |
| 2013                   | Frances Tiafoe          | Varvara Flinková            | Čchong Jun-song                  | Charlotte Robillard-Milletteová   |
| 2014                   | Stefan Kozlov           | Sofia Keninová              | Sam Riffice                      | Bianca Andreescuová               |
| 2015                   | Miomir Kecmanović       | Bianca Andreescuová         | Sebastián Báez                   | María Lourdes Carléová            |
| 2016                   | Miomir Kecmanović       | Kaja Juvanová               | Steven Sun                       | Katie Volynetsová                 |
| 2017                   | Hugo Gaston             | Whitney Osuigweová          | Nicholas Ionel                   | Katriin Saarová                   |
| 2018                   | Otto Virtanen           | Coco Gauffová               | Pablo Llamas Ruiz                | Madison Siegová                   |
| 2019                   | Thiago Agustín Tirante  | Robin Montgomeryová         | Daniel Rincón                    | Ashlyn Kruegerová                 |
| 2020                   | Arthur Fils             | Ashlyn Kruegerová           | Jonah Braswell                   | Valeria Rayová                    |
| 2021                   | Adolfo Daniel Vallejo   | Petra Marčinková            | Quang Duong                      | Kate Kimová                       |
| 2022                   | Gerard Campana Lee      | Maju Crossleyová            | Naoja Honda                      | Alexis Nguyenová                  |
| 2023                   | Danil Panarin           | Hannah Klugmanová           | Dominick Modesjczuk              | Leena Friedmanová                 |
| 2024                   | Andrés Santamarta Roig  | Tereza Krejčová             | Jordan Lee                       | Wang Siao-tchung                  |

### Čtyřhra
| Junioři, 18letí | Junioři, 18letí                     | Junioři, 18letí                      | Junioři, 18letí              |
| Rok             | vítězové                            | poražení finalisté                   | výsledek                     |
| --------------- | ----------------------------------- | ------------------------------------ | ---------------------------- |
| 1993            | Sebastián Prieto Jimi Szymanski     | Noam Behr Jamie Delgado              | 0–6, 6–3, 6–3                |
| 1994            | Bobby Kokavec Jocelyn Robichaud     | Nicolas Lapentti Gustavo Kuerten     | 3–6, 6–3, 6–3                |
| 1995            | Kepler Orellana Mariano Zabaleta    | Amir Hadad Harel Levy                | 5–7, 6–4, 6–4                |
| 1996            | Petr Kralert Robin Vik              | Kristian Capalik Miha Gregorič       | 6–4, 6–2                     |
| 1997            | Mirko Pehar Lovro Zovko             | Jaroslav Levinský Kobi Ziv           | 7–6, 7–6                     |
| 1998            | Jose De Armas Lovro Zovko           | Simone Amorico Fernando González     | 6–3, 6–4                     |
| 1999            | Julien Benneteau Nicolas Mahut      | Mardy Fish Joachim Johansson         | 6–3, 6–3                     |
| 2000            | Bruno Echagaray Santiago Gonzalez   | Darko Mađarovski Janko Tipsarević    | 7–5, 2–6, 6–2                |
| 2001            | Philipp Petzschner Simon Stadler    | Máximo González Juan Mónaco          | 6–2, 7–6(8–6)                |
| 2002            | Scott Oudsema Phillip Simmonds      | Florin Mergea Horia Tecău            | 6–4, 6–4                     |
| 2003            | Rafael Arevalo Jamie Cuellar        | Treat Conrad Huey Gregor Ouellette   | 7–6(7–5), 6–3                |
| 2004            | Piero Luisi David Navarrete         | Abdullah Maqdes Martin Petersen      | 6–1, 6–4                     |
| 2005            | Emiliano Massa Leonardo Mayer       | Marin Čilić Nikola Mektić            | 6–4, 7–6(7–3)                |
| 2006            | Danila Arsenov Roman Jebavý         | Fernando Romboli Nicolas Santos      | 6–2, 6–4                     |
| 2007            | Roman Jebavý Vasek Pospisil         | Matt Reid John-Patrick Smith         | 6–4, 4–6, 6–4                |
| 2008            | Devin Britton Jarmere Jenkins       | Juki Bhambri Chase Buchanan          | 7–6(9–7), 6–2                |
| 2009            | Michail Birjukov Alexandr Rumjancev | Pierre-Hugues Herbert Kevin Krawietz | 6–2, 2–6, [10–8]             |
| 2010            | Julien Cagnina Jeroen Vanneste      | Liam Broady Nik Razboršek            | 7–6(8–6), 4–6, [10–5]        |
| 2011            | Liam Broady Joshua Ward-Hibbert     | Robin Kern Dominic Thiem             | 6–4, 6–3                     |
| 2012            | Cristian Garín Nicolás Jarry        | Lukas Mugevičius Alexandr Vasilenko  | 6–2, 7–6(7–3)                |
| 2013            | Filippo Baldi Lucas Miedler         | Andrej Rubljov Alexander Zverev      | 6–3, 6–7(6–8), [10–8]        |
| 2014            | Stefan Kozlov Michael Mmoh          | Yngseong Chung Seong Chan Hong       | 6–4, 7–6(7–5)                |
| 2015            | Juta Šimizu Junosuke Tanaka         | Ergi Kirkin Alexei Popyrin           | 7–5, 7–6(7–2)                |
| 2016            | Toru Horie Juta Šimizu              | Šindži Hazawa Naoki Tadžima          | 6–2, 6–1                     |
| 2017            | Tomáš Macháč Ondřej Štyler          | Nicolas Mejia Uisung Park            | 6–4, 6–4                     |
| 2018            | Sergej Fomin Gauthier Onclin        | Justin Schlageter Gustaf Ström       | 6–7(6–8), 6–1, [10–8]        |
| 2019            | Mikolaj Lorens Šunsuke Micui        | Lorenzo Claverie Aidan Mayo          | 6–4, 6–4                     |
| 2020            | Peter Fajta Zsombor Velcz           | Šang Ťün-čcheng Adolf Daniel Vallejo | 6–4, 6–3                     |
| 2021            | Edas Butvilas Abedallah Shelbayh    | Nicholas Godsick Ethan Quinn         | 6–2, 6–4                     |
| 2022            | Adriano Dženev Ilijan Radulov       | Gerard Campana Lee Paul Inchauspe    | 6–3, 2–6, [10–7]             |
| 2023            | Andrew Delgado Matthew Forbes       | Ilijan Radulov Rei Sakamoto          | 6–7(8–10), 7–6(11–9), [10–3] |
| 2024            | Timofej Děrepasko Amir Omarchanov   | Henry Bernet Denis Peták             | 6–6, 6–1, [10–1]             |

| Junioky, 18leté | Junioky, 18leté                              |
| Rok             | vítězky                                      |
| --------------- | -------------------------------------------- |
| 1993            | Anne Pastorová Dally Randriantefyová         |
| 1994            | Alice Canepová Maria Paola Zavagliová        |
| 1995            | Giulia Casoniová Maria Paola Zavagli         |
| 1996            | Michaela Paštiková Jitka Schönfeldová        |
| 1997            | Kim Clijstersová Zsófia Gubacsiová           |
| 1998            | Clarisa Fernándezová María Emilia Salerniová |
| 1999            | Maki Araiová Bethanie Matteková              |
| 2000            | Gisela Dulková Anikó Kaprosová               |
| 2001            | Anna-Lena Grönefeldová Barbora Strýcová      |
| 2002            | Darja Kustovová Anastasia Jakimovová         |
| 2003            | Marina Erakovicová Jekatěrina Kosminská      |
| 2004            | Marina Erakovicová Monica Niculescuová       |
| 2005            | Jennifer-Lee Heinserová Elizabeth Plotkinová |
| 2006            | Sorana Cîrsteaová Urszula Radwańská          |
| 2007            | Mallory Cecilová Melanie Oudinová            |
| 2008            | Lauren Embreeová Asia Muhammadová            |
| 2009            | Anna Orliková Valerija Solovjovová           |
| 2010            | Lauren Herringová Madison Keysová            |
| 2011            | Viktorija Kanová Ganna Požnichirenková       |
| 2012            | Gabrielle Andrewsová Taylor Townsendová      |
| 2013            | Naiktha Bainsová Tornado Alicia Blacková     |
| 2014            | Catherine Bellisová Markéta Vondroušová      |
| 2015            | Prandžala Jadlapalliová Tamara Zidanšeková   |
| 2016            | Olga Danilovićová Anastasija Potapovová      |
| 2017            | Joanna Garlandová Nahó Sato                  |
| 2018            | Adrienn Nagyová Park So-hjun                 |
| 2019            | Alexandra Ealová Jevijalina Laskevičová      |
| 2020            | Reese Brantmeierová Kimmi Hanceová           |
| 2021            | Petra Marčinková Diana Šnajderová            |
| 2022            | Tyra Grantová Iva Jovicová                   |
| 2023            | Tyra Grantová (2) Iva Jovicová (2)           |
| 2024            | Deniz Dileková Beatrise Zeltinová            |

## Vítězové žákovského turnaje

### Dvouhra
| Rok  | Žáci                           | Žáci                           | Žákyně                         | Žákyně                         |
| Rok  | 14letí (do 1962 13letí)        | 12letí                         | 14leté (do 1962 13leté)        | 12leté                         |
| ---- | ------------------------------ | ------------------------------ | ------------------------------ | ------------------------------ |
| 1948 | Jerry Moss                     | nekonáno                       | nekonáno                       | nekonáno                       |
| 1949 | Jerry Moss                     | nekonáno                       | nekonáno                       | nekonáno                       |
| 1950 | Mike Green                     | nekonáno                       | nekonáno                       | nekonáno                       |
| 1951 | Donald Dell                    | nekonáno                       | Rosa Marie Reyesová            | nekonáno                       |
| 1952 | Butch Buchholz                 | nekonáno                       | Phyllis Saganská               | nekonáno                       |
| 1953 | Butch Buchholz                 | nekonáno                       | Donna Floydová                 | nekonáno                       |
| 1954 | Ray Senkowski                  | nekonáno                       | Virginia Hessová               | nekonáno                       |
| 1955 | Frank Froehling III            | nekonáno                       | Virginia Hessová               | nekonáno                       |
| 1956 | Curtis Myers                   | nekonáno                       | Roberta Alisonová              | nekonáno                       |
| 1957 | Charlie Pasarell               | nekonáno                       | Peachy Kellmeyerová            | nekonáno                       |
| 1958 | Nicolas Kalo                   | nekonáno                       | Mary Arfarasová                | nekonáno                       |
| 1959 | George Seewagen                | nekonáno                       | Vickie Holmesová               | nekonáno                       |
| 1960 | Marcela Lara                   | nekonáno                       | Peaches Bartkowiczová          | nekonáno                       |
| 1961 | Alberto Carrero                | nekonáno                       | Peaches Bartkowiczová          | nekonáno                       |
| 1962 | Stanley Pasarell               | Mac Claflin                    | Susanna Selingerová            | Ann Robertsová                 |
| 1963 | Richard Stockton               | Dick Stockton                  | Carol Hunterová                | Marjorie Genglerová            |
| 1964 | Richard Stockton               | Jimmy Connors                  | Connie Capozziová              | Nancy Ornsteinová              |
| 1965 | Eddie Dibbs                    | Jeff Miller                    | Emily Fisherová                | Karin Bensonová                |
| 1966 | Sandy Mayer                    | Freddy DeJesus                 | Karin Bensonová                | Plums Barkowiczová             |
| 1967 | Emilio Montaño                 | Eugene Mayer                   | Chris Evertová                 | Laurie Tennieová               |
| 1968 | John Whitlinger                | Billy Martin                   | Laurie Flemingová              | Jeanne Evertová                |
| 1969 | Billy Martin                   | Howard Schoenfield             | Susanna Selingerová            | Lynn Epsteinová                |
| 1970 | Hans Gildemeister              | Eddie Reese                    | Jeanne Evertová                | Shelia McInerneyová            |
| 1971 | Walter Lentz                   | Van Winitsky                   | Lynn Epsteinová                | Sherry Ackerová                |
| 1972 | Van Winitsky                   | John Evert                     | Zenda Liessová                 | Anne Whiteová                  |
| 1973 | Blaine Willenborg              | Mark Mees                      | Jennifer Balentová             | Elise Burginová                |
| 1974 | Billy Nealson                  | Alan Racko                     | Laura Starrová                 | Shelly Solomonová              |
| 1975 | Bruce Brescia                  | Jim Pugh                       | Elise Burginová                | Andrea Jaegerová               |
| 1976 | Bruce Pompan                   | Jimmy Brown                    | Shelly Solomonová              | Lori Kostenová                 |
| 1977 | Roberto Argüello               | Robbie Weiss                   | Susana Rojasová                | Karen Segusová                 |
| 1978 | Carlos Chabalgoity             | Aaron Krickstein               | Lori Kostenová                 | Kathy Rinaldiová               |
| 1979 | Jose Fernandez                 | Bruno Orešar                   | Lilian Drescherová             | Claire Evertová                |
| 1980 | Olivier Cayla                  | Al Parker                      | Andrea Temesváriová            | Kerri Rieterová                |
| 1981 | Bruno Orešar                   | Augustine Garrizzo             | Manuela Malejevová             | Steffi Grafová                 |
| 1982 | Kent Carlsson                  | David Kass                     | Stephanie Reheová              | Mary Joe Fernandezová          |
| 1983 | Eduardo Vélez                  | Fritz Bissell                  | Mary Joe Fernandezová          | Diane McKeonová                |
| 1984 | Nicolás Pereira                | Johan Alven                    | Caryn Mossová                  | Luanne Spadeaová               |
| 1985 | Nicklas Kulti                  | Tommy Ho                       | Luanne Spadeaová               | Monika Selešová                |
| 1986 | Frank Salazar                  | Jason Appel                    | Laxmi Poruriová                | Jennifer Capriatiová           |
| 1987 | Tommy Ho                       | Jimmy Jackson                  | Wang Ši-tching                 | Magdalena Malejevová           |
| 1988 | Vince Spadea                   | B.J. Stearns                   | Nicole Hummelová               | Chanda Rubinová                |
| 1989 | Filip Kaščák                   | nekonáno                       | Marketa Kochtaová              | nekonáno                       |
| 1990 | Magnus Norman                  | nekonáno                       | Heike Ruschová                 | nekonáno                       |
| 1991 | Jamie Delgado                  | nekonáno                       | Francesca Bentivogliová        | nekonáno                       |
| 1992 | Tommy Haas                     | nekonáno                       | Amélie Castéraová              | nekonáno                       |
| 1993 | Jean-René Lisnard              | nekonáno                       | Karolina Jagieniaková          | nekonáno                       |
| 1994 | Artěm Děrepasko                | nekonáno                       | Jessica Lehnhoffová            | nekonáno                       |
| 1995 | Olivier Rochus                 | nekonáno                       | Katarina Srebotniková          | nekonáno                       |
| 1996 | Paul-Henri Mathieu             | nekonáno                       | Justine Heninová               | nekonáno                       |
| 1997 | Stéphane Bohli                 | nekonáno                       | Jelena Pandžićová              | nekonáno                       |
| 1998 | Janko Tipsarević               | Choi Dong-whee                 | Melissa Torresová              | Romina Oprandiová              |
| 1999 | Jimmy Wang                     | Andy Murray                    | Matea Mezaková                 | Taťána Golovinová              |
| 2000 | Artem Sitak                    | Dejan Katić                    | Nicole Pittsová                | Laura Siegemundová             |
| 2001 | Clancy Shields                 | Kim Cheong-eui                 | Šachar Pe'erová                | Sesil Karatančevová            |
| 2002 | Juan Martín del Potro          | Andrew Thomas                  | Olga Govorcovová               | Sharon Fichmanová              |
| 2003 | Roberto Maytin                 | Lazare Kuchalašvila            | Sorana Cîrsteaová              | Mallory Burdetteová            |
| 2004 | Ričardas Berankis              | Bernard Tomic                  | Tamira Paszeková               | Valerija Solovjovová           |
| 2005 | Rhyne Williams                 | Christian Harrison             | Viktorija Kamenská             | Anna Orliková                  |
| 2006 | Bernard Tomic                  | Reo Asami                      | Anna Orliková                  | Jessica Renová                 |
| 2007 | George Morgan                  | Joseph Di Giulio               | Iveta Dapkutė                  | Madison Keysová                |
| 2008 | John Richmond                  | Čong Hjon                      | Lee So-ra                      | Indy de Vroomeová              |
| 2009 | Nguyễn Hoàng Thiên             | Hong Seong-chan                | Yuki Kristina Chiang           | Françoise Abandová             |
| 2010 | Joshua Sapwell                 | Michael Mmoh                   | Brooke Austinová               | Nicole Frenkelová              |
| 2011 | Hong Seong-chan                | Artěm Dubrivnyj                | Katerina Stewartová            | Claire Liuová                  |
| 2012 | Michael Mmoh                   | Jišaj Oli'el                   | Maia Lumsdenová                | Abigail Desiatnikovová         |
| 2013 | Axel Geller                    | Juan Manuel Cerúndolo          | Claire Liuová                  | Hurricane Tyra Blacková        |
| 2014 | Jišaj Oli'el                   | Borna Devald                   | Anastasija Potapovová          | Whitney Osuigweová             |
| 2015 | Thiago Agustín Tirante         | Wang Siao-fej                  | Marta Kosťuková                | Darja Lopatecká                |
| 2016 | Pu Jün-čchao-kche-tche         | Victor Lilov                   | Alexa Noelová                  | Coco Gauffová                  |
| 2017 | Šintaró Močizuki               | Lennon Roark Jones             | Elvina Kalievová               | Linda Fruhvirtová              |
| 2018 | Chak Lam Coleman Wong          | Rudy Quan                      | Melisa Ercanová                | Clervie Ngounoueová            |
| 2019 | Nisesh Basavareddy             | Benjamin Gusic-Wan             | Stephanie Yakoffová            | Mirra Andrejevová              |
| 2020 | zrušeno pro pandemii covidu-19 | zrušeno pro pandemii covidu-19 | zrušeno pro pandemii covidu-19 | zrušeno pro pandemii covidu-19 |
| 2021 | Alejandro Arcila               | Svit Suljić                    | Iva Jovicová                   | Lia Belibovová                 |
| 2022 | Ivan Ivanov                    | Kim Dongjae                    | Adelina Lachinovová            | Christina Ljutovová            |
| 2023 | Andrew Johnson                 | Jang Junseo                    | Jana Kovačková                 | Daniel Baranesová              |
| 2024 | Čchi Chung-ťin                 | Novak Palombo                  | Sakino Mijazawová              | Nikol Davletshinová            |